# Gluviella rhodiensis
Gluviella rhodiensis es una especie de arácnido  del orden Solifugae de la familia Daesiidae.

## Distribución geográfica
Se encuentra en Rodas (Grecia).